# Superkondenzator
Superkondenzator, včasih imenovan tudi ultrakondenzator, je generični naziv za elektrokemični kondenzator. Gre za križanca med običajnim kondenzatorjem in galvanskim členom. Superkondenzator premošča praznino med običajnimi električnimi kondenzatorji in električnimi akumulatorji. Shrani največ energije na enoto volumna med vsemi vrstami kondenzatorjev in tako omogoča kapacitete do 10kF. Šibkost superkondenzatorjev je nizka nazivna napetost, njihova dobra lastnost pa je zelo kratek čas polnjenja.